# Alpha Pegasi
Markab (Alpha Pegasi, α Peg) este a treia stea cea mai strălucitoare din constelația Pegas. Ea este una dintre cele patru stele componente ale asterismului Marele pătrat din Pegas / Pătratul din Pegas.
Se află la distanța de 133 de ani-lumină de Sistemul Solar.

## Descriere
Ea se află la sfârșitul evoluției sale din secvența principală, și va intra probabil în faza de combustie a heliului în următoarele câteva milioane de ani, ceea ce o va conduce probabil la statutul de gigantă roșie, înainte de a-și sfârși viața ca pitică albă.

## Denumirea stelei
Denumirea de Markab provine dintr-o sintagmă arabă (المركب الفرس, al-markab al-faras), care semnifică „șaua calului”, cu referire la cea a calului înaripat Pegas, din mitologia greacă.